# Megateuthis suevica
Espèce
Megateuthis suevica est une espèce fossile de céphalopodes ayant vécu au Pliensbachien (un étage du Jurassique inférieur). 

## Description
Leurs fossiles ont une forme caractéristique en « balle de fusil ».

## Systématique
Le nom valide complet (avec auteur) de ce taxon est Megateuthis suevica (Klein, 1773).
L'espèce a été initialement classée dans le genre Belemnites sous le protonyme Belemnites suevicus Klein, 1773.
Megateuthis suevica a pour synonymes :
- Belemnites aalensis Voltz, 1830
- Belemnites bollensis Quenstedt, 1852
- Belemnites giganteus Schlotheim, 1820
- Belemnites gigas Blainville, 1827
- Belemnites hemicylindrus Klein, 1773
- Belemnites milleri Deshayes, 1830
- Belemnites paxillosus Schlotheim, 1813
- Belemnites suevicus Klein, 1773
- Holcoteuthis paxillosa (Schlotheim, 1813)
- Megateuthis gigantea Schlotheim, 1820
- Megateuthis giganteus (Schlotheim, 1820)
- Passaloteuthis paxillosa (Schlotheim, 1813)

### Publication originale
- (la) J. T. Klein, Descriptiones tubulorum marinorum in quorum censum relati lapides caudae cancri gesneri et his similes Belemnitae eorumque alveoli secundum dispositionem musei Kleiniani addita est dissertatio epistolaris de pilis marinis, Danzig, Leipzig (Gleditsch), 1773, 2e édition, 44 pages